# Apple Pro Mouse

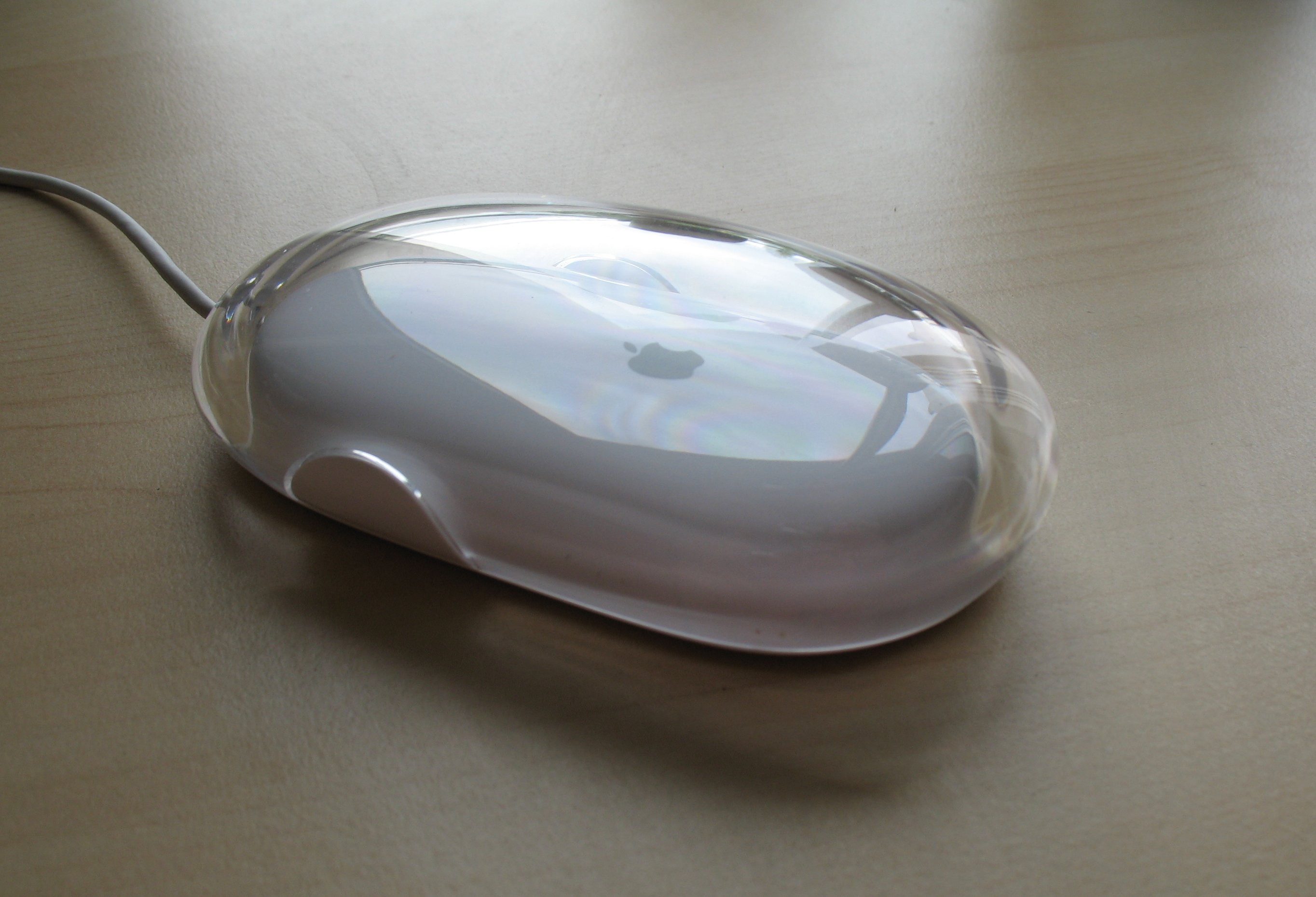
De Apple Pro Mouse

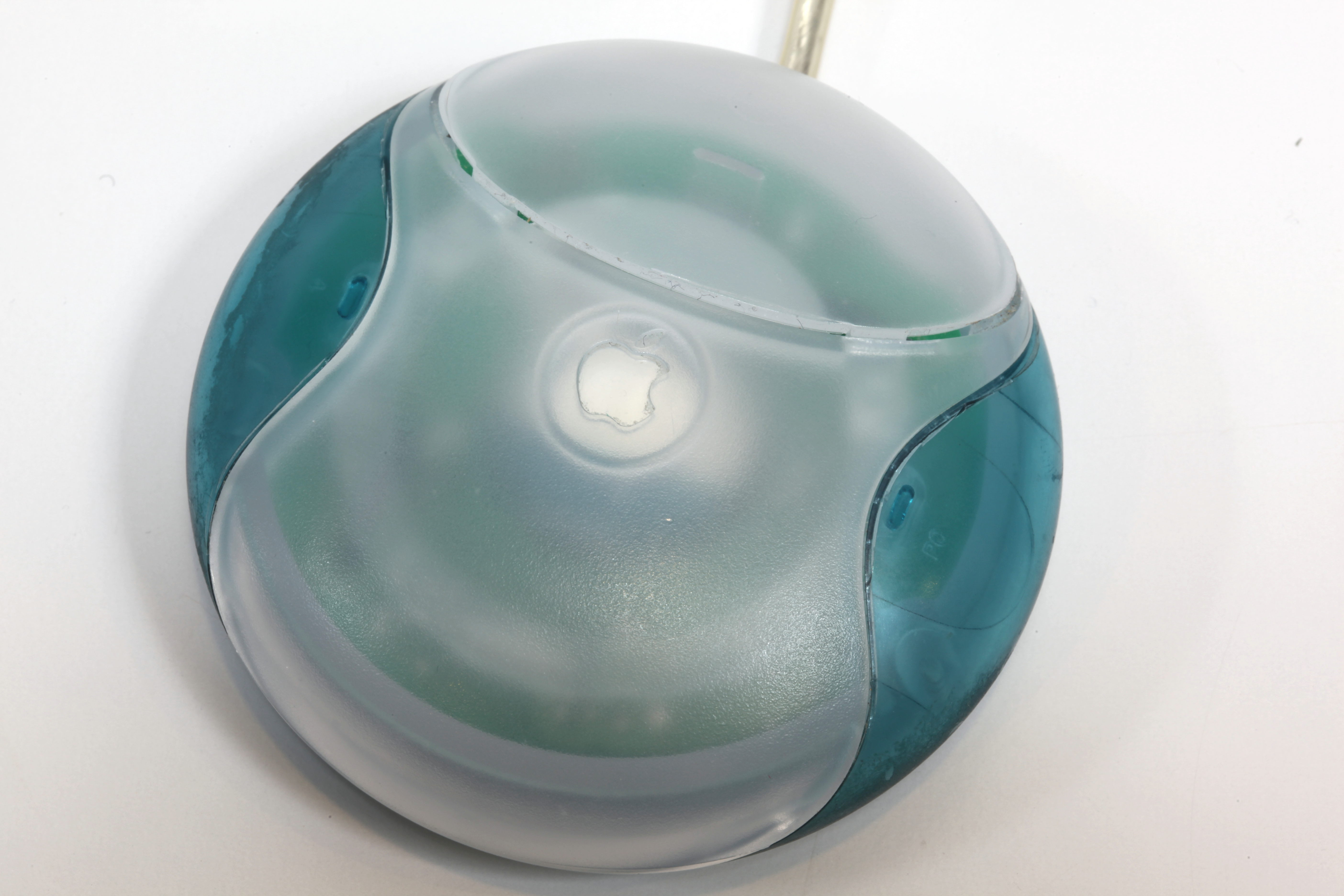
hockey puck-muis

De Apple Pro Mouse is een door Apple geproduceerde computermuis in 2000 en is de opvolger van de nu ook wel genoemde "hockey puck" muis uit 1998, van Apples eerste iMac, de iMac G3.
De Apple Pro Mouse is de eerste optische muis van Apple, met daarbij een knop, en geen wieltje om te scrollen. De Apple Pro Mouse hoort officieel bij de iMac G4, maar wordt wel ook gebruikt voor oudere of nieuwere Apple-computers zoals de iMac G3 of de iMac G5.
Bij het Mac OS X 10.4 besturingssysteem is er een muis nodig met een linker én een rechter muisknop. En dat werd de Mighty Mouse (een muis aan een kabel, zoals alle andere voorgangers van the Mighty Mouse). De opvolger daarvan is de Magic Mouse, die compleet draadloos is.